# 119-я стрелковая дивизия (2-го формирования)
119-я стрелковая дивизия (2-го формирования) — формирование (соединение, стрелковая дивизия) Красной армии, сформированное в 1942 году.
16 декабря 1942 года преобразована в 54-ю гвардейскую стрелковую дивизию. Во время Великой Отечественной войны участвовала в Сталинградской битве.

## История
- сформирована в Калининской области в апреле—июле 1942 года на базе 51-й стрелковой бригады как 119-я стрелковая дивизия (2-го формирования). В её состав вошли 365, 421, 634-й стрелковые, 349-й артиллерийский полки и другие части. 2 мая 1942 года в дивизию было направлено 80 курсантов из Московского пехотного училища имени Верховного Совета РСФСР. Большинству из них после учёбы было присвоено звание сержанта.
- До конца июля дивизия занималась боевой и политической подготовкой в составе войск Московской зоны обороны, затем была передана в 3-ю танковую армию.
- Впервые вступила в бой в ходе контрнаступления советских войск под Сталинградом в ноябре 1942 года в составе войск 5-й танковой армии Юго-Западного фронта в районе Перелазовского.
- В ноября 1942 года дивизия в ходе операции «Уран» севернее Сталинграда совместно с частями 21-й армии прорвалась в глубину оборону противника 3-й румынской армии и внесла больший вклад в окружение в районе станицы Клетской и в последующий стремительный разгром окруженных румынских войск противника. Две основные окруженные румынские группировки во главе с дивизионным генералом М. Ласкаром и бригадным генералом Стэнеску капитулировали 23 и 24 ноября, число пленных в них составляло около 29 000 солдат и офицеров[1]
- Развивая наступление в южном направлении, после упорных многодневных боёв она штурмом овладела сильно укреплённым узлом сопротивления противника Суровикино (16 декабря). В ходе этих боёв уничтожила свыше 1,5 тысяч вражеских солдат и офицеров, захватила большие трофеи.
- За проявленные личным составом в боях с немецко-фашистскими захватчиками отвагу, стойкость, организованность и героизм была преобразована в 54-ю гвардейскую стрелковую дивизию (16 декабря 1942).

## Состав
- 365 стрелковый полк,
- 421 стрелковый полк,
- 634 стрелковый полк,
- 349 артиллерийский полк,
- 216 отдельный истребительно-противотанковый дивизион,
- 237 зенитная автотранспортная рота,
- 143 разведывательная рота,
- 224 сапёрный батальон,
- 151 отдельный батальон связи,
- 137 медико-санитарный батальон,
- 129 отдельная рота химзащиты,
- 104 автотранспортная рота,
- 491 полевая хлебопекарня,
- 1006 дивизионный ветеринарный лазарет,
- 868 (493) полевая почтовая станция,
- 360 (1122) полевая касса Госбанка.

## Подчинение
- на 01.05.1942 г. — Московский ВО
- на 01.06.1942 г. — Московская зона обороны — подчинена командованию зоны
- на 01.07.1942 г. — Московская зона обороны — подчинена командованию зоны
- на 01.08.1942 г. — Резерв Ставки ВГК — 3-я танковая армия
- на 01.09.1942 г. — Резерв Ставки ВГК — 5-я танковая армия
- на 01.10.1942 г. — Брянский фронт — 5-я танковая армия
- на 01.11.1942 г. — ЮЗФ — 5-я танковая армия
- на 01.12.1942 г. — ЮЗФ — 5-я танковая армия

## Командование
Командиры дивизии:
- Кулагин, Иван Яковлевич (21.04.1942 — 20.11.1942), полковник;
- Данилов, Михаил Матвеевич (21.11.1942 — 16.12.1942), полковник.

Начальники штаба:
- Владычанский, Антон Станиславович (00.04.1942 — 16.12.1942) майор, подполковник, полковник.

Командиры полков:
- 365-й стрелковый полк:
- Марценюк, Василий Варфоломеевич (15.05.1942 — 16.12.1942).

- 421-й стрелковый полк:
- Елисеев, Николай Георгиевич (12.10.1942 — 04.11.1942)
- Кухоренко, Тимофей Евдокимович (00.05.1942 — 20.11.1942), погиб 20.11.1942
- Гольдштейн Эля Исаакович (04.12.1942 - 10.03.1943)
- Пивненко Пётр Яковлевич (08.01.1943 - 09.07.1943)
- Кухайлешвили Герман Михайлович (08.05.1943 - 30.06.1943)[источник?]

- 634-й стрелковый полк:
- Рыбалка, Григорий Леонтьевич (00.05.1942 — 00.09.1942), батальонный комиссар[2]